# Данія на зимових Олімпійських іграх 1948
Данія на зимових Олімпійських іграх 1948 року, які проходили у швейцарському місті Санкт-Моріц, була представлена двома спортсменами (обоє чоловіки) у двох видах спорту. 
Прапороносцем на церемонії відкриття Олімпійських ігор був Кнуд Торнсберг.
Данські спортсмени вперше брали участь у зимових Олімпійських іграх, і не вибороли жодної медалі.

## Ковзанярський спорт
Чоловіки
| Дисципліна | Спортсмен    | Дистанція | Дистанція |
| Дисципліна | Спортсмен    | Час       | Місце     |
| ---------- | ------------ | --------- | --------- |
| 500 м      | Ааге Юстесен | 46.4      | 29        |

## Фігурне катання
Чоловіки
| Спортсмен       | Обов'язкова програма | Довільна програма | Бали    | Сума місць | Місце |
| --------------- | -------------------- | ----------------- | ------- | ---------- | ----- |
| Пер Кок-Клаусен | 15                   | 16                | 145.533 | 135        | 16    |